# Trichosteleum pendulum
Trichosteleum pendulum är en bladmossart som beskrevs av William Russell Buck och Benito C. Tan 1989 [1990. Trichosteleum pendulum ingår i släktet Trichosteleum och familjen Sematophyllaceae. Inga underarter finns listade i Catalogue of Life.